# Japanse gemeente
De gemeente is, na de nationale overheid en de prefecturen, de derde bestuurslaag in Japan. De staat is onderverdeeld in 47 prefecturen. Elke prefectuur bestaat uit verschillende gemeenten. In Japan kunnen de gemeenten 4 verschillende statuten hebben:
- stad (市, shi)
- gemeente (町, chō of machi)
- dorp (村, mura of son),
- 23 speciale wijken van Tokio (de ku van de prefectuur Tokio)

In het Japans is dit systeem bekend als shichosonku (市町村区). Elke kanji in het woord vertegenwoordigt een van de vier types van gemeenten. Na de verschillende gemeentelijke herindelingen waren er op 5 mei 2009 in Japan 1776 gemeenten. Binnen deze 1776 gemeenten zijn er 783 met het statuut van stad (市, shi), 802 met het statuut van gemeente (町, chō of machi) en 191 met het statuut van dorp (村, mura of son).
Het statuut van de gemeente, of het een dorp, gemeente of stad is, wordt bepaald door de prefectuur.

## Stad
Een stad (市, shi) is een lokale bestuurlijke eenheid in Japan. Ze staan op gelijke voet met dorpen en gemeenten. Het enige verschil is dat steden nooit deel uitmaken van een district (gun).
In het algemeen kan een dorp of gemeente tot stad gepromoveerd worden als de bevolking hiervan boven de 50.000 inwoners komt. Omwille van de laatste golf van gemeentelijke herindelingen werd in 2004 met de wet op speciale voorzieningen ten behoeve van herindelingen van gemeenten (市町村の合併の特例等に関する法律, Shichōson no gappei no tokurei tō nikansuru hōritsu, Wet No. 59 van 26 mei 2004) de standaard versoepeld naar 30.000. Dit geldt evenwel enkel voor dorpen en gemeenten die ten gevolge van een fusie dit aantal inwoners bereiken.
Een stad kan dan weer gedegradeerd worden – maar dit is geen absolute voorwaarde – tot het statuut van gemeente of dorp wanneer het inwonersaantal onder de 50.000 zakt. De minst bevolkte stad Utashinai in Hokkaido heeft slechts 4000 inwoners, terwijl de gemeente Otofuke eveneens in Hokkaido bijna 40.000 inwoners heeft.
Steden die meer dan 200.000 inwoners hebben, kunnen een speciale status krijgen:
- Speciale steden
- Kernsteden
- Decretaal gedesigneerde steden

## Gemeente
Een gemeente (町, chō of machi) is een lokale bestuurlijke eenheid in Japan. Geografisch gezien bevindt het grondgebied van een gemeente zich steeds binnen een prefectuur. Een gemeente maakt steeds deel uit van een district (gun).

## Dorp
Een dorp (村, mura of son) is een lokale bestuurlijke eenheid in Japan. Geografisch gezien bevindt het grondgebied van een dorp zich steeds binnen een prefectuur. Een dorp maakt steeds deel uit van een district (gun).
Door de voortdurende gemeentelijke herindelingen in Japan neemt het aantal dorpen steeds verder af.

### Prefecturenzonder dorpen
(Situatie op 7 november 2006) 
- Hyōgo
- Hiroshima
- Kagawa
- Shiga (het laatste dorp Kutsuki uit deze prefectuur fusioneerde op 1 januari 2005 samen met verschillende andere gemeenten tot de nieuwe stad Takashima)
- Ehime
- Nagasaki (het laatste dorp Ōshima uit het District Kitamatsuura fusioneerde op 1 oktober 2005 met Hirado)

### Prefecturenmet één dorp
(Situatie op 7 november 2006) 
- Kanagawa: (Kiyokawa uit het District Aiko)
- Kioto: (Minamiyamashiro uit het District Soraku)
- Osaka: (Chihayaakasaka uit het District Minamikawachi)
- Tottori: (Hiezu uit het District Saihaku)

## De 23 wijken van Tokio
Tokio is, hoewel dit in de westerse wereld vaak gedacht wordt, volgens de Japanse wet geen stad. De stad Tokio (東京市, Tōkyō-shi) hield als bestuurlijke eenheid op te bestaan in 1943. De prefectuur Tokio bevat naast de 23 speciale wijken, die elk het statuut van stad hebben, nog verschillende andere steden, gemeenten en dorpen. Hoewel de 23 wijken elk een aparte stad vormen, worden de 23 wijken toch soms als één stad beschouwd.